# 伊東紗冶子
伊東 紗冶子（いとう さやこ、1994年1月15日 - ）は、日本の元グラビアアイドル、タレント、フリーアナウンサー。セント・フォースに所属していた。

## 略歴・人物
大阪府に3人姉妹の次女として生まれる。趣味は犬の散歩、映画鑑賞、ヨガで、特技は水泳と体が柔らかいこと。
近畿大学文芸学部で日本文学を専攻し、2年時にミス近畿大学2013に選出されてMiss of Miss Campus Queen Contestに出場し、準グランプリに選出された。2014年にサンケイスポーツのグルメ企画『駅長おすすめグルメ「駅推し!」』に出演した。
大学卒業後の2016年7月からセント・フォースの新規事業である『セント・フォース関西』所属タレント1期生として活動を開始し、8月に週刊プレイボーイで表紙と巻頭グラビアに掲載された。
2019年時点で所属していたセント・フォースの公式サイトからプロフィールが削除され、以降は事実上引退状態である。

## 出演番組

### バラエティ
- 「日替わりセントフォース」（BSスカパー!）
- 「偉大なる創業バカ一代」（2017年1月2日 - 2018年3月31日、AbemaTV）
- 「ナカイの窓」（2017年9月27日、日本テレビ）- 「母校を愛してますSP 第5弾」で、母校の近畿大学を紹介。
- 「なかい君の学スイッチ」（2017年10月16日 - 2018年9月26日、TBS） - レギュラー・学年主任役（進行役）
- 「gee up sprout」（FMサルース）
- 「ザ・ヒットスタジオ」（MBSラジオ） - 当初は火曜→2017年4月より木曜担当

### ドラマ
- 「特命係長只野仁 AbemaTVオリジナル2」（2017年12月30日 - 2018年1月3日AbemaTV） - アナウンサー・谷村さつき役[6]

### ゲーム
- プロ野球スピリッツA（2016年、コナミ） - 秘書 役[7]

## 雑誌
- 「週刊ビッグコミックスピリッツ」2017年52号（小学館）※表紙[8]
- 「週刊プレイボーイ」2016年36号（集英社）※表紙[9]
- 「週刊プレイボーイ」2017年09号（集英社）※表紙[10]
- 「週刊プレイボーイ」2017年46号（集英社）※表紙[11]
- 「週刊ヤングジャンプ」2017年08号（集英社）※巻末グラビア[12]
- 「週刊ヤングジャンプ」2017年26号（集英社）※巻末グラビア[12]
- 「週刊ヤングジャンプ」2017年42号（集英社）※表紙[12]

## 写真集
- SAYAKO（2017年11月1日、集英社、撮影：佐藤佑一）ISBN 978-4087808254

## その他
- セントフォース×ベビースターラーメン「恋（濃い）するチキン味（てりやき風味）」コレクションシール（2016年8月、おやつカンパニー） - 結城香織とのカップリング
- 美学生図鑑